# 関幸司
関 幸司（せき こうじ、1982年11月25日 - ）は、日本の男性声優。ラクーンドッグ所属。埼玉県出身。

## 略歴
プロ・フィット声優養成所卒。2022年4月1日付で所属するプロ・フィットが同年3月末を以てマネジメント事業を終了したことに伴い、ラクーンドッグへ移籍。

## 人物
趣味はラーメン屋巡り、酒屋巡り、ルアーフィッシング、ゲーム。特技は『ちびまる子ちゃん』の永沢君の物真似。
資格はそろばん3級。

## 出演

### テレビアニメ
2007年
- アニ＊クリ15「おんみつ☆姫」（Evil忍者A〈緑〉）

2008年
- ストライクウィッチーズ（兵士）

2009年
- WHITE ALBUM（人々）

2011年
- 銀魂'（蓮蓬A、隊士）

2012年
- 蒼い世界の中心で（兵士）
- 戦姫絶唱シンフォギア（研究員A）
- 男子高校生の日常（羽原兄、バスケ男、男子B）
- 戦国コレクション（山中）

2014年
- 六畳間の侵略者!?（ダイサク、男子生徒）
- 信長協奏曲

2015年
- 聖剣使いの禁呪詠唱（親衛隊）
- 浦和の調ちゃん（調の父、中山道次郎、車掌）
- ケイオスドラゴン 赤竜戦役（男B）
- 俺がお嬢様学校に「庶民サンプル」としてゲッツされた件（筋肉部隊）

2016年
- 紅殻のパンドラ（部下1）
- TRICKSTER -江戸川乱歩「少年探偵団」より-（2016年 - 2017年、冨井丈、手塚敬一郎、神田俊文、蜂谷星志、宮前誠司 他）

2017年
- テイルズ オブ ゼスティリア ザ クロス（酒造家、兵士、風の傭兵団、門番、入隊希望者）
- AKIBA'S TRIP -THE ANIMATION-（財閥社員）
- 18if（プロデューサー）
- 十二大戦（A国官僚、アバター青、警官A、検察官、師範代 他）
- アイカツスターズ!（審査員）

2018年
- デスマーチからはじまる異世界狂想曲（ボイド）
- 3月のライオン（関係者③）
- デュエル・マスターズ シリーズ（2018年 - 2022年、満点ゼミナール、ガヨウ神、キング・ザ・スロットン7、ゴッド・ガヨンダム、ガヨウ神〈シューマッハ.Star〉 他） - 4シリーズ
- 魔法少女サイト（担当医、体育教師、救急隊員B、鑑識員、虹海の父 他）
- LOST SONG（パット）
- オーバーロードIII（アルシェ父）
- ユリシーズ ジャンヌ・ダルクと錬金の騎士（隊長、ドンレミ村村人、貴族A、傭兵A、覆面男 他）
- ベルゼブブ嬢のお気に召すまま。（カップル男性、職員、ウェイター）
- アイドルマスター SideM 理由あってMini!（MC）

2019年
- 五等分の花嫁（先生、担任教師）
- なむあみだ仏っ!-蓮台 UTENA-（職員、居酒屋店長）
- トライナイツ（ラグビー部員）
- 厨病激発ボーイ（担任教師）
- ソードアート・オンライン アリシゼーション War of Underworld（2019年 - 2020年、ゴブリン、技術スタッフ） - 2シリーズ

2020年
- ハイキュー!! TO THE TOP（赤倉櫂）
- はてな☆イリュージョン（ボディガード、組長）
- ID:INVADED イド:インヴェイデッド（職員）
- 半妖の夜叉姫（2020年 - 2022年、家臣、不良、老人、旅商人、代官 他） - 2シリーズ
- 戦翼のシグルドリーヴァ（パイロット、高田・惣一朗、クレープ屋のおじさん、おまえらーず、尾山・誠）

2021年
- ドラゴン、家を買う。（ゴブリンB、ドワーフA、鬼火、キメラ、店主 他）
- スーパーカブ（店員）
- スライム倒して300年、知らないうちにレベルMAXになってました（店の客E）
- BORUTO-ボルト- NARUTO NEXT GENERATIONS（ツヅミ）
- ぼくたちのリメイク
- 海賊王女（村人）

2022年
- リーマンズクラブ（食堂いすず・店主、購買部社員）
- RPG不動産（アシカ亜人）
- 盾の勇者の成り上がり（役人A）
- 神クズ☆アイドル（カメラマン）
- ブルーロック（記者B）

2023年
- もういっぽん!
- TRIGUN STAMPEDE
- NieR:Automata Ver1.1a（2023年 - 2024年、機械生命体、王国民、司祭、レジスタンス） - 2シリーズ
- 異世界でチート能力を手にした俺は、現実世界をも無双する〜レベルアップは人生を変えた〜
- 転生貴族の異世界冒険録〜自重を知らない神々の使徒〜（セバス、王都騎士B、貴族たち、騎士D、盗賊C）
- 白聖女と黒牧師（街人）
- ティアムーン帝国物語〜断頭台から始まる、姫の転生逆転ストーリー〜（兵士、神父、男、商人）
- ドラえもん（テレビ朝日版第2期）（2023年 - 2024年、お隣の夫、アナウンサー）
- 呪術廻戦 懐玉・玉折/渋谷事変（ふみ 父）
- アンダーニンジャ（男子生徒3）
- ミギとダリ（医者、理科教師）
- シャドウバースF（職員）

2024年
- 異世界でもふもふなでなでするためにがんばってます。（重臣）
- 佐々木とピーちゃん（局員、騎士）
- ぶっちぎり?!（仕立福蔵、ドクター松中）
- ぽんのみち（古田）
- 烏は主を選ばない（門番、馬宿の男）
- 刀剣乱舞 廻 -虚伝 燃ゆる本能寺-（武将）
- Re:Monster（ゴブリンたち、フォモールたち）
- 声優ラジオのウラオモテ（男性ファン）
- 怪異と乙女と神隠し（よるむんのファン）
- 名探偵コナン（警備員、堂場諒一）
- 夜のクラゲは泳げない（スタッフ）
- 夜桜さんちの大作戦（刑事、音声、部隊員）
- 逃げ上手の若君（摂津親鑑）
- しかのこのこのここしたんたん（警察官）
- 嘆きの亡霊は引退したい（グレッグ・ザンギフ）
- 凍牌〜裏レート麻雀闘牌録〜（2024年 - 2025年、ギャラリー、雀荘の男、雀荘の店員、宮﨑、雀荘の若者 他）
- ぷにるはかわいいスライム（2024年 - 2025年、学会の研究者） - 2シリーズ
- ダンダダン（TV局プロデューサー、男性客、担任男性）
- 神之塔 -Tower of God- 工房戦

2025年
- ありふれた職業で世界最強 season 3（ユエの父）
- チ。-地球の運動について-（騎士団）
- 勘違いの工房主〜英雄パーティの元雑用係が、実は戦闘以外がSSSランクだったというよくある話〜（フェンリル、赤豆店主、ドワーフ）
- 神統記（テオゴニア）（ラグ村兵士、ガハマ衆）
- ウマ娘 シンデレラグレイ（整備員、記者）
- 華Doll*-Reinterpretation of Flowering-（医療スタッフ、インタビュアー）
- ボールパークでつかまえて!（カイザー）
- 忍者と殺し屋のふたりぐらし（店員）
- Summer Pockets
- 追放者食堂へようこそ!（商人）
- Turkey!（野武士）

### 劇場アニメ
- 竜とそばかすの姫（2021年）
- 劇場版 ソードアート・オンライン -プログレッシブ- 星なき夜のアリア（2021年）
- 劇場版 ソードアート・オンライン -プログレッシブ- 冥き夕闇のスケルツォ（2022年、ナイジャン[10]）
- 劇場版ハイキュー!! ゴミ捨て場の決戦（2024年、患者）
- 好きでも嫌いなあまのじゃく（2024年、番頭）
- ウマ娘 プリティーダービー 新時代の扉（2024年）
- 劇場版 鬼滅の刃 無限城編 第一章 猗窩座再来（2025年）

### OVA
- 海底ミカンの皮マイル（2009年、ツベルクリン）

### Webアニメ
- B: The Beginning（2018年）
- カッコウのいいかげん！（2022年、店長）

### ゲーム
2007年
- SDガンダム GGENERATION SPIRITS

2010年
- BUNNYBLACK（クヴァル）

2011年
- 君がいた季節（三島）

2012年
- BUNNYBLACK 2
- 門を守るお仕事
- マブラヴ オルタネイティヴ クロニクルズ 03（デリック・アイアンサイド）

2013年
- きみと僕との騎士の日々 -楽園のシュバリエ-（華栄院昂我）
- 三国志パズル大戦（廖化、関羽、周泰、張遼 他）
- BUNNYBLACK 3
- マブラヴ オルタネイティヴ クロニクルズ 04（デリック・アイアンサイド）

2016年
- 瑠璃の檻-ルリ・ノ・イエ-（三郷拳）

2017年
- 茜さすセカイでキミと詠う（島田魁）
- 参考書連動「エターナル・スターダスト」（桜小路慶彦）
- タンテイセブン（クルットル先生）
- エアリアルレジェンズ（猿飛サスケ）
- あまいえ（伊吹縁）

2018年
- 太極パンダ3 -DRAGON HUNTER-（パンダリア）

2019年
- ダークリベリオン（アヌビス）
- ブラウンダスト（ヴィンセント）
- ファイアーエムブレム ヒーローズ（クーガー）

2020年
- オンエア!（学園長）
- ソードアート・オンライン アリシゼーション リコリス

2021年
- マギアレコード 魔法少女まどか☆マギカ外伝（2021年 - 2022年）
- リネージュ2M（エルゴス）
- 鬼滅の刃 ヒノカミ血風譚

2022年
- COGEN 大鳥こはくと刻の剣（大鳥ゆうじ）
- オリエント・アルカディア（孟獲、魯粛）
- アラド戦記（マイスター・ボルガン、GB-1ヘプス）

2023年
- ストリートファイター6（市民）
- アルケランド（ヘルゼン）
- ポケモンメザスタ（コウイチ）

2024年
- Library of Ruina（ホクマー）
- モンスターストライク（2024年 - 2025年、蝉丸、逢坂関丸）
- 信長の野望 出陣（斎藤利三、堀秀政）
- ペルソナ3 リロード
- メタファー:リファンタジオ
- ブラウンダスト2（ゲナールインダストーリーCEO）

2025年
- リバース：1999（つば広ハット）
- アサシン クリード シャドウズ
- プロジェクトセカイ カラフルステージ! feat. 初音ミク

### ドラマCD
- アニコイ〜ANIme mitaina KOI shitai!〜（2010年、男子生徒）
- 烈風の騎士姫（2010年、酔客[40]）
- ナイトウィザード The 2nd Edition ファンブック ファイナルカウントダウン（2012年）
- 戀々 第二幕 現鑑〜いまかがみ〜 四ノ巻（2013年）
- unity-chan! ドラマCD（2015年、大鳥ゆうじ[41]）

### BLCD
- いつかの恋と夏の果て（男[42]）
- キスは番にひざまずく（伊織父[43]）
- 残念だったな、運命だ!（根津[44]）
- 親愛なるジーンへ 1[45]
- 好きって言ったのお前だろうが！[46]
- ダブルフェイスには敵わない（ヤンキー 他[47]）
- 花は咲くか（取引先社員）
- 偏愛ドラマティック・モンスター[48]
- ラムスプリンガの情景[49]
- 恋愛不行き届き（佐伯[50]）

### 吹き替え
- 白蛇: 縁起（門番[51]）
- 名探偵ポワロ（記者、学生）

### 特撮
- ウルトラマンオメガ（2025年、気象予報士の声）

### ナレーション
- コバトンTHEムービー「彩の国 食文化の灯は消さない！」[52]

### デジタルコミック
- 七瀬くんの天職（2022年、野村久司[53]）
- ゴーレムハーツ（2022年、レメク[54]）
- 三途の川アウトレットパーク（2024年、呼び込みA、ボガ[55]）

### その他コンテンツ
- パチスロ シスタークエスト3〜黄金の大地と東の勇者〜（ウンジ[56]）
- ラジオドラマ「二哈と彼の白猫師尊」日本語版（2025年、劉公公[57]）

### シリーズ一覧
1. ↑  【デュエル・マスターズ（2017年版）】

第2期『デュエル・マスターズ！』（2018年 - 2019年）、第3期『デュエル・マスターズ!!』（2019年 - 2020年）

【デュエル・マスターズ キング】

第2期『キング！』（2021年 - 2022年）、第3期『キングMAX』（2022年）
2. ↑  第3期後半『アリシゼーション War of Underworld』第1クール（2019年）、第3期後半『アリシゼーション War of Underworld』第2クール（2020年）
3. ↑  壱の章（2020年 - 2021年）、弐の章（2021年 - 2022年）
4. ↑  第1クール（2023年）、第2クール（2024年）
5. ↑  第1期（2024年）、第2期（2025年）

### 初出話一覧
1. 1 2 3 4 5  第2話初出
2. 1 2 3  第7話初出
3. 1 2 3 4  第3話初出
4. 1 2 3 4  第12話初出
5. 1 2 3  第4話初出
6. ↑  第16話初出
7. 1 2 3  第6話初出
8. 1 2 3  第10話初出
9. ↑  第1128話初出
10. ↑  第1139話初出
11. 1 2  第14話初出
12. ↑  第15話初出
13. 1 2 3 4 5  第1話初出
14. 1 2 3 4  第11話初出
15. 1 2 3  第17話初出
16. 1 2  第5話初出
17. ↑  第18話初出
18. ↑  第21話初出
19. ↑  第13話初出
20. ↑  第22話初出
21. 1 2  第9話初出